# The Tale of His Pants
The Tale of His Pants è un cortometraggio muto del 1915 diretto da Horace Davey.

## Produzione
Il film fu prodotto dalla Nestor Film Company.

## Distribuzione
Distribuito dall'Universal Film Manufacturing Company, il film — un cortometraggio di una bobina — uscì nelle sale cinematografiche statunitensi il 26 luglio 1915.